# Lucas Catarina
Lucas Catarina (* 26. August 1996 in Monaco) ist ein monegassischer Tennisspieler.

## Karriere
Catarina begann mit neun Jahren das Tennisspielen. Seit 2015 spielt er Profimatches und das bislang vornehmlich auf der drittklassigen ITF Future Tour. Nach zwei Halbfinals in seinem Premierenjahr stand er am Jahresende bereits in den Top 800 der Weltrangliste. Anfang 2016 wurde er erstmals für den Davis Cup nominiert. In der Begegnung gegen Lettland gewann er das nicht mehr spielentscheidende Match gegen Rūdolfs Mednis. Ansonsten verlief sein Jahr weniger erfolgreich als das vorherige. 2017 gelang eine Steigerung und das erstmalige Erreichen eines Future-Finals. Insgesamt gewann er drei Turniere der Future-Kategorie und erreichte ein weiteres Finale. Im Doppel kam ein weiterer Titel dazu. Ende des Jahres stand der Monegasse auf Platz 403 des Einzelrankings.
Im Jahr 2018 gelang ihm sich das erste Mal für ein Turnier der höher dotierten ATP Challenger Tour zu qualifizieren. Trotz Niederlage in der Qualifikationsrunde rückte er als Lucky Loser ins Hauptfeld, wo er Andrew Whittington unterlag. In der Folgewoche verbuchte er seinen ersten Sieg auf Challenger-Niveau in Chennai. Im April bekam er für sein Heimturnier, das Monte Carlo Masters eine Wildcard für das Haupttableau, nachdem er zuvor jeweils Wildcards für die Qualifikation erhielt und dort scheiterte. Bei seinem Debüt auf der ATP World Tour gewann er gegen Milos Raonic den ersten Satz, verlor aber schließlich mit 6:3, 2:6, 3:6. Mit Rang 352 erreichte er im Februar 2018 seine bislang beste Notierung in der Weltrangliste.
Seit 2016 spielt Catarina für die monegassische Davis-Cup-Mannschaft und hat dort eine Bilanz von 5:4. Trainiert wird er von seinem Landsmann Guillaume Couillard.